# Columnata
Columnata war eine antike Stadt in der römischen Provinz Mauretania Caesariensis. Sie wurde im Jahr 30 n. Chr. von den Römern erobert. Augustus gründete eine Kolonie, in der vornehmlich Veteranen der Legio II Augusta angesiedelt wurden. Sie wurde ein landwirtschaftliches Zentrum.
Die Ausgrabungsstätte liegt nahe dem modernen Ort Khemisti in der algerischen Provinz Tissemsilt.
Columnata ist heute ein Titularbistum (siehe Titularbistum Columnata).
Koordinaten: 35° 40′ N, 1° 57′ O